# Tigrisat
Tigrisat — первый иракский искусственный спутник Земли. Аппарат был запущен 19 июня 2014 года из пусковой платформы Ясный с помощью ракеты-носителя Днепр и служит для наблюдения Земли. Основная задача — отслеживание пылевых бурь над Ираком.

## История
Впервые Ирак объявил о запуске первого национального спутника в 1989 году, но эта информация была опровергнута.
После этого Tigrisat стал первым спутником, работающим в интересах Ирака.
Этот небольшой спутник был спроектирован и изготовлен иракскими студентами в университете Сапиенца в Риме в сотрудничестве с министерством науки Ирака. В 2012 году началось проектирование и конструирование аппарата.
В 2014 году был запущен аппарат в качестве полезной нагрузки с 36 другими аппаратами. Этот пуск в то время был рекордным по количеству запущенных аппаратов. Вместе с Tigrisat был запущен первый бельгийский спутник —  QB50P1 и первый спутник Уругвая — AntelSat. После старта спутник отделился от итальянского аппарата UniSat 6 и вышел на расчётную солнечно-синхронную орбиту.
В феврале 2015 года Италия зарегистрировала спутник TigriSat в ООН, отметив, что он принадлежит римскому университету, хотя ранее в иракских СМИ отмечалось, что спутник финансировался Ираком и принадлежал ему.

## Конструкция
Спутник представляет собой типичный наноспутник на платформе CubeSat 3U массой 3 кг. Электропитание осуществляется с помощью солнечных батарей, расположенными вдоль корпуса. Ориентация на Землю осуществляется по магнитному полю с помощью электромагнитов. Он имеет развёртываемую антенну VHF/UHF диапазона для телеметрических команд и антенну S-диапазона для передачи данных.
В качестве полезной нагрузки внутри аппарата расположена цифровая RGB камера с программой автоматического обнаружения песчаный и пылевых бурь.